# 男の条件
『男の条件』（おとこのじょうけん）は、原作：梶原一騎、作画：川崎のぼるによる日本の漫画。『週刊少年ジャンプ』（集英社）において、1968年10号から1969年19号まで連載された。同誌の「黎明期を支えた名作」である。旋盤工の少年が少年漫画家を志す物語。1970年には梶原による同名の小説が発売されている。
2013年、『週刊少年ジャンプ』の創刊45周年を記念し、『荒野の少年イサム』とともに単行本が復刊されている。

## 登場人物
旗 一太郎（はた いちたろう）
本作の主人公。工場の見習い旋盤工から漫画家を志す。
細川（ほそかわ）
一太郎の同僚。『男の花道』の大ファン。漫画内の主人公に憧れ、生きる励みにしている。
男谷 草介（おとこたに そうすけ）
作中に登場する漫画家。青山の仕事場で一太郎にと出会い、共に漫画家生活に乗り出す。
青山 晴夫（あおやま はるお）
人気漫画『男の花道』を連載する売れっ子漫画家。
月影 光（つきかげ ひかる）
一太郎のライバル的存在。「週刊少年アニマル」で『下町行進曲』を連載デビューすることが決まった大型新人。
山野 権太（やまの ごんた）
青山のアシスタント。アシスタントの中でも有能とされる。
風巻 美香（かざまき みか）
死んだ父に代わり、暴力団風巻一家の二代目親分を務める。
風巻 長五郎（かざまき ちょうごろう）
二代目親分である美香の弟。だが、暴力団を入るのを嫌い、名門校を目指して引きこもる。
大地 雷助（だいち らいすけ）
北海道から漫画家を志して青山に弟子入りするも、ギャグ漫画が向いているため、青山の元を離れる。
夢野 天一郎（ゆめの てんいちろう）
星空文庫の社長。

## 作品内に登場する主な漫画
男の花道（作者：青山 晴夫）
『週刊少年ホームラン』の看板漫画。大人気作品で、テレビ化も決定している。
月影行進曲（作者：月影 光）
『週刊少年アニマル』で始まる新連載の第一弾。

## 作風など
ライターの宮本直毅によると、本作は藤子不二雄Ⓐの『まんが道』の梶原版に例えられているという。『ジャンプ』の創刊ごろは「熱量と泥くささ」のある作品が連載されていた。同誌の創刊年に連載が開始された本作も、「稼ぎや目先の実作より、信念を優先させる創作者の生き様」を当時の同誌の「”原液”を抽出した」形で描いている。
復刻版の帯は大場つぐみがコメントを寄稿しており、大場の作品『バクマン。』の作中では、登場人物のサイコーが好きな作品として本作を挙げており、「河川敷で原稿を破り捨てるシーン」では本作をオマージュしている。

## 書誌情報

### 漫画
- 梶原一騎（原作）・川崎のぼる（作画）『男の条件』集英社〈ジャンプコミックス〉、全2巻 - ISBNなし
  1. 上「風雲編」1970年5月初版発行[7]
  2. 下「怒涛編」1970年5月初版発行[8]
- 梶原一騎（原作）・川崎のぼる（作画）『男の条件』集英社、2013年9月26日発売[1][3]、ISBN 978-4-08-780699-1

### 小説
- 梶原一騎（著）・川崎のぼる（イラスト）『小説 男の条件』集英社[4]、1970年6月10日初版発行 - ISBNなし